# Kagema

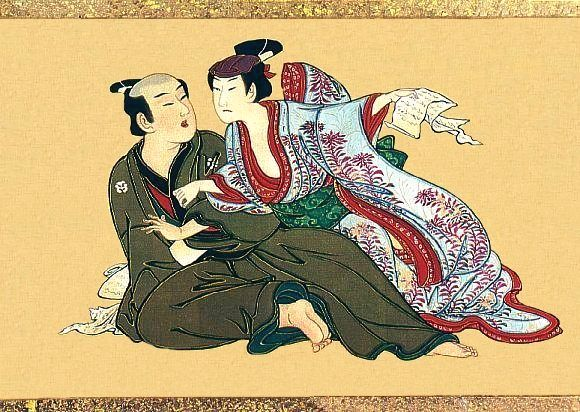
Kagema com seu cliente, série de ukiyo-e Passatempos da Primavera por Miyagawa Isshō

Kagema (陰間) é um termo histórico japonês para um prostituto jovem masculino. Os kagema eram muitas vezes aprendizes de atores kabuki que iriam desempenhar/especializar em papéis femininos (que por muitas vezes eram prostitutos fora do palco) e serviam a uma clientela formada por homens e mulheres. Para os clientes masculinos o serviço habitual era da relação sexual passiva. 
Os kagema que não estavam afiliados com um teatro kabuki podiam ser contratados através de um bordel masculino ou de casas de chá especializadas em kagema, essas instituições eram conhecidas como Kagemajaya.
Muitos desses prostitutos, assim como muitos dos atores kabuki, eram empregados por contrato, vendidos ainda meninos ao bordel ou teatro, tipicamente em um contrato de 10 anos. Os kagema podiam ser apresentados como homens jovens (yarō), wakashū (adolescentes entre 10 e 18 anos) ou como onnagata (travestis).
Os kagema habitualmente cobravam mais que as prostitutas femininas (Oiran) de um status equivalente e foi um negocio que floresceu até meados do século XIX, apesar das restrições legais crescentes que tentaram conter a prostituição (masculina e feminina) em áreas urbanas especificadas e para dissuadir relacionamentos de abrangência de classe, que foram vistos como potencialmente perturbadores para a organização social tradicional.